# 本多政礼

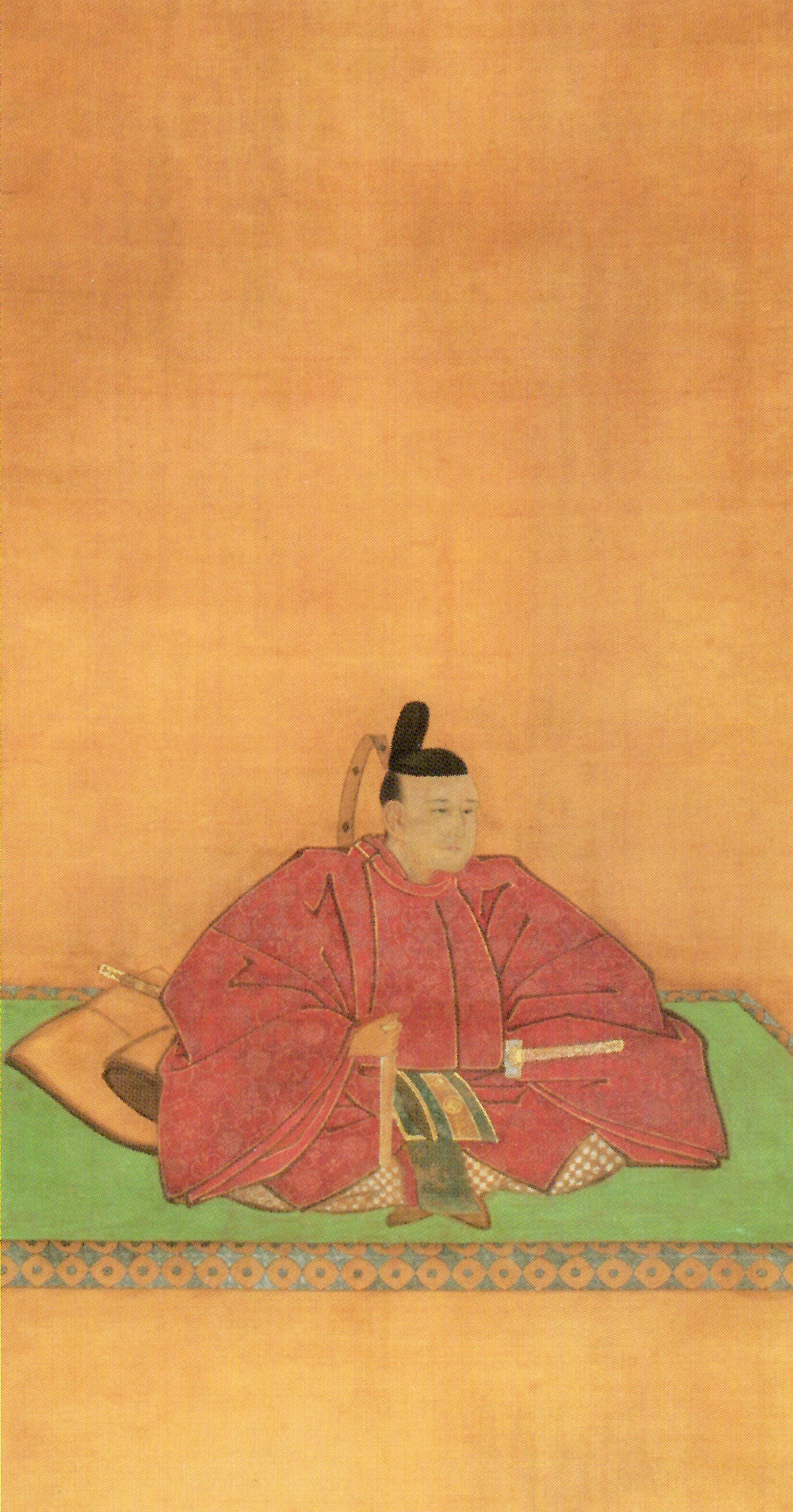
本多政礼

本多 政礼 （ほんだ まさのり、寛政元年12月30日（1790年2月13日）- 文政3年7月13日（1820年8月21日）） は、加賀藩の年寄、加賀八家本多家第8代当主。
父は加賀藩家老本多政成。正室は長連愛の娘。子は本多政和、長連弘、本多政醇。官位は従五位下安房守。

## 生涯
寛政元年（1789年）12月30日加賀藩家老本多政成の子として生まれる。享和3年（1803年）父政成の死去により家督と5万石の知行を相続する。藩主前田斉広に仕え年寄、人持組頭、藩財政の最高責任者・勝手方主付等を歴任。文化元年（1804年）12月従五位下安房守に叙任。文化5年（1808年）金沢城二の丸御殿の焼失により屋敷を藩主居館とする。文政3年（1820年）7月13日没。家督は長男政和が相続した。次男連弘は外祖父長連愛の養子となって家督を継いだ。三男政醇は500石の分知を受けて分家した。政醇の嫡男本多弥一政得は、従兄弟の宗家本多政均の家老となり、明治2年（1869年）政均が暗殺されると、明治4年（1871年）15人の同志と共に仇討ちを遂げた。